# Florence (métro de Los Angeles)
Pour les articles homonymes, voir Florence (homonymie).
Florence est une station du métro de Los Angeles desservie par les rames de la ligne A et située à Florence-Graham en Californie.

## Localisation
Station du métro de Los Angeles en surface, Florence est située sur la ligne A près de l'intersection de Graham Avenue et de Florence Avenue dans le census-designated place de Florence-Graham au sud de Los Angeles.

## Histoire
Florence a été mise en service le 14 juillet 1990.

## Service

### Accueil

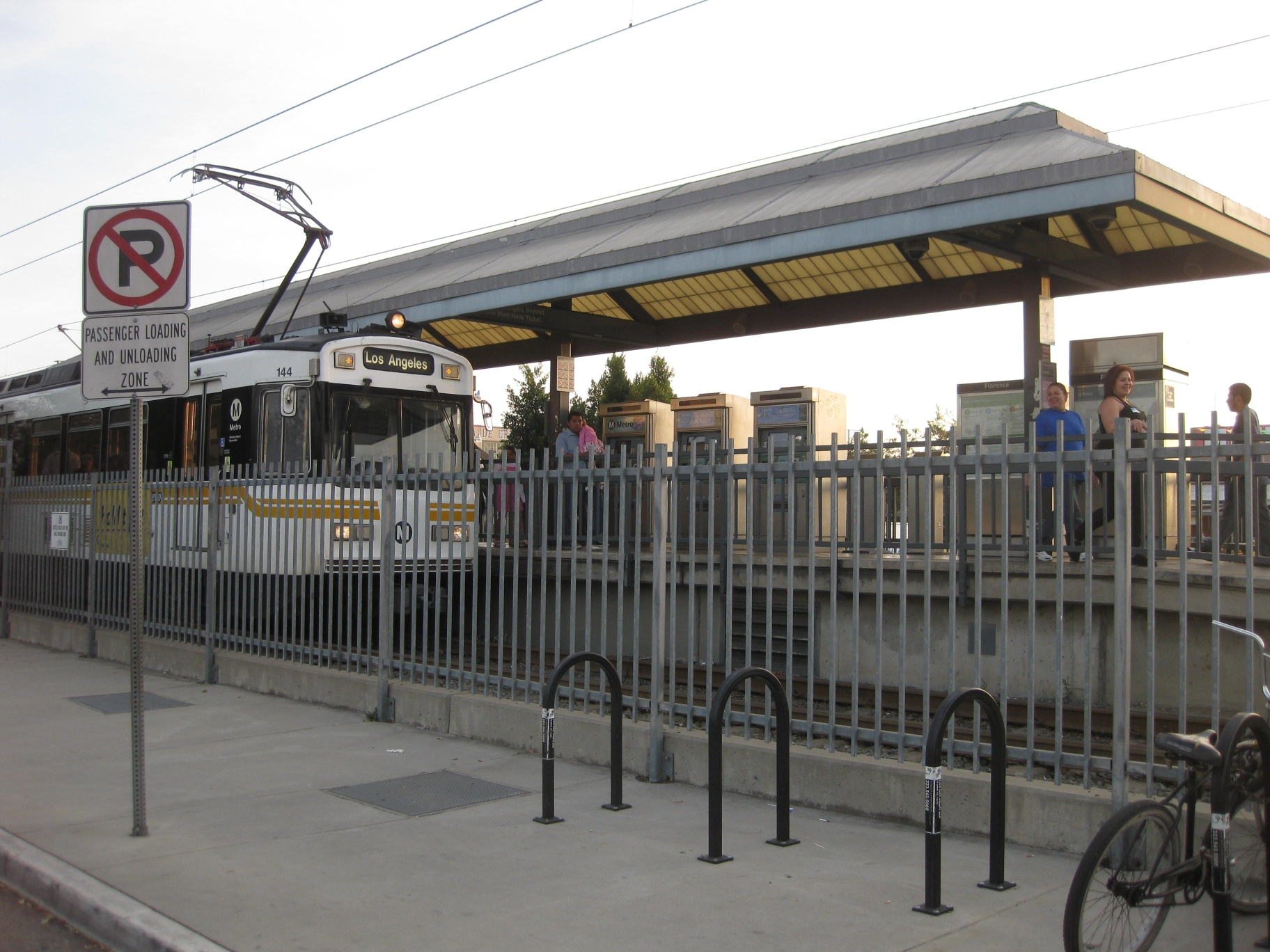
Train à quai.
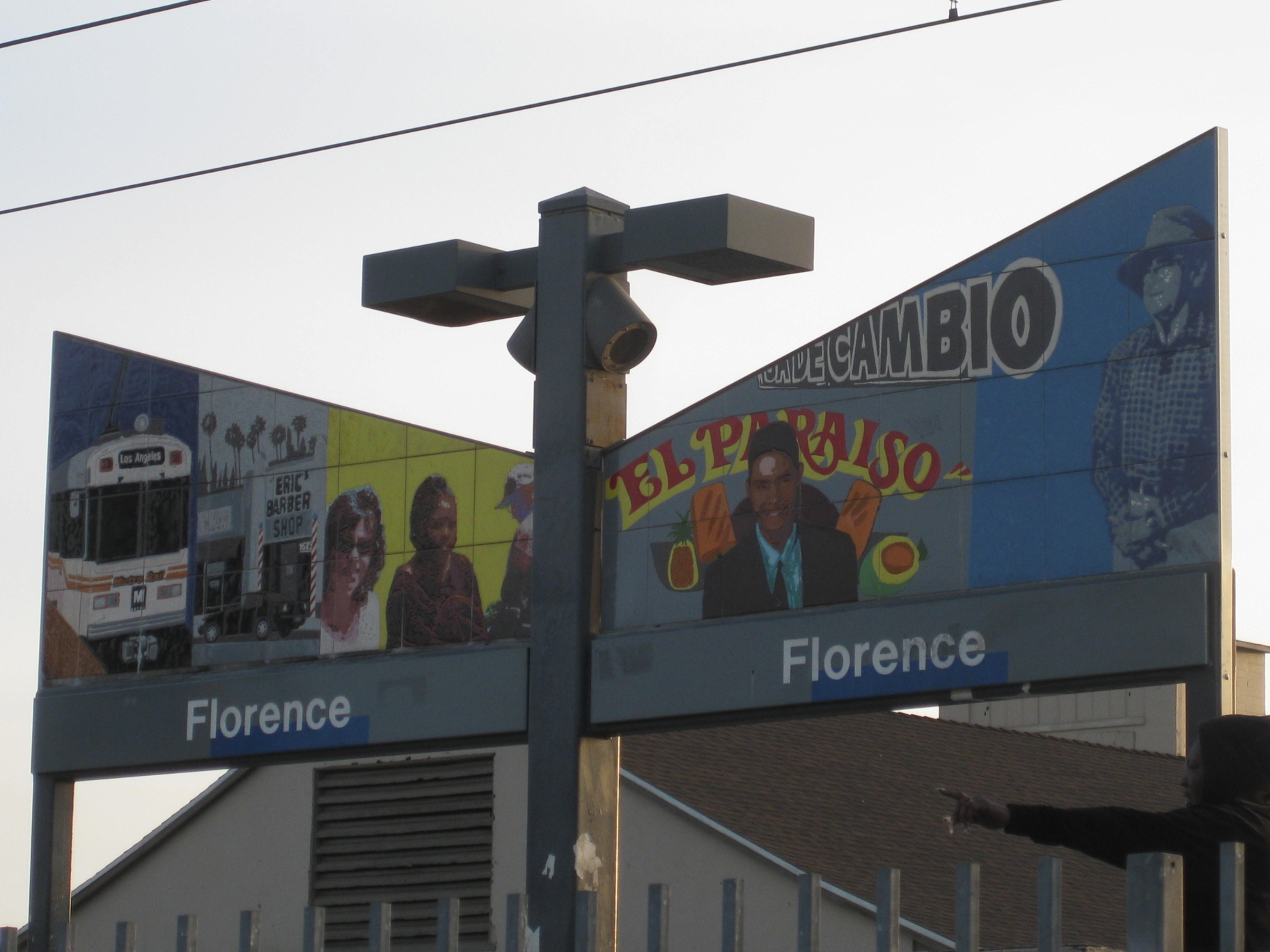
L'art et la station.
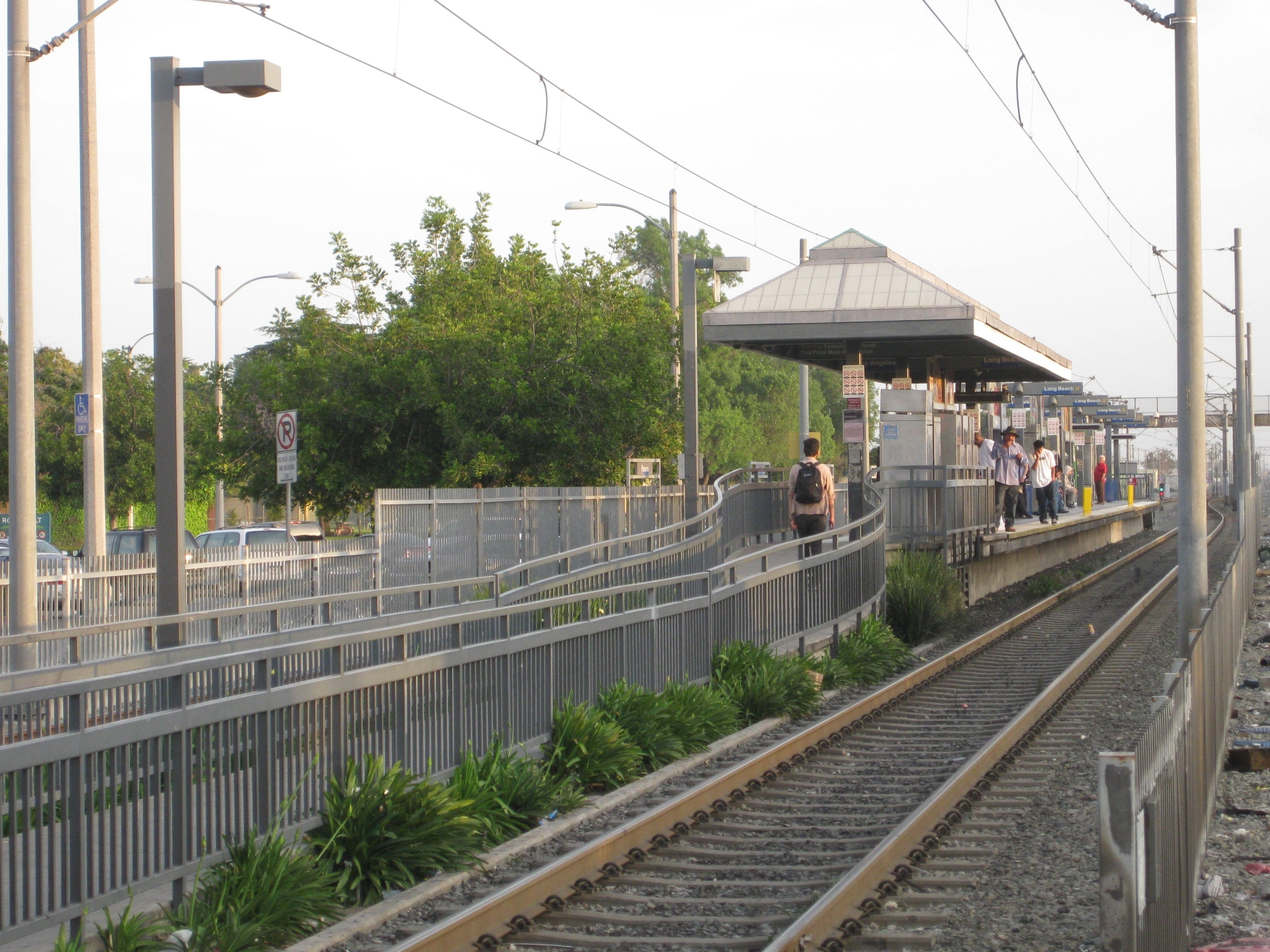
Accès à la plateforme de Florence.

### Desserte
Florence est desservie par les rames de la ligne A du métro.

### Intermodalité
La station est desservie par les lignes d'autobus 102, 110, 111 et 611 de Metro.